# IC 3727
IC 3727 est une petite galaxie spirale située dans la constellation de la Vierge. Sa vitesse par rapport au fond diffus cosmologique est de 1 389 ± 24 km/s, ce qui correspond à une distance de Hubble de 20,5 ± 1,5 Mpc (∼66,9 millions d'al). Elle a été découverte par l'astronome américain Royal Harwood Frost en 1904.
La classification de galaxie spirale par les bases de données consultées (NASA/IPAC et HyperLeda) et par Wolfgang Steinicke est assez étrange, car même pas le début d'un bras n'est visible sur l'image obtenue des données du relevé SDSS. D'ailleurs, IC 3727 sur cette image est dépourvu de toute structure et on ne voit aucune trace de poussière obscurcissante. La classification de galaxie spirale par le professeur Seligman semble mieux décrire cette galaxie.
La classe de luminosité de IC 3727 est III-IV et elle présente une large raie HI.
Aucune mesure non basée sur le décalage vers le rouge (redshift) n'a été réalisée à ce jour. La distance basée sur le décalage est très incertaine, car plusieurs galaxies de ce groupe sont animées d'une vitesse propre importante par rapport à celle produite par l'expansion de l'Univers et très souvent la distance obtenue par des méthodes indépendantes du décalage sont nettement inférieures aux distances de Hubble. La distance de Hubble de cette galaxie la place loin de la distance moyenne du groupe de M88 et son appartenance à ce groupe est incertaine. 

## Groupe de M88, de M60 et l'amas de la Vierge
Selon A.M. Garcia, IC 3727 fait partie du groupe de M88 (NGC 4501). Ce groupe de galaxies comprend au moins 44 membres, dont 17 apparaissent au New General Catalogue et 18 à l'Index Catalogue.
D'autre part, la plupart des galaxies du New General Catalogue et seulement trois de l'Index Catalogue du groupe de M88 apparaissent  dans une liste de 227 galaxies d'un article publié par Abraham Mahtessian en 1998. Ce sont les galaxies IC 769, IC 797 et IC 800. Cette liste comporte plus de 200 galaxies du New General Catalogue et une quinzaine de galaxies de l'Index Catalogue. On retrouve dans cette liste 11 galaxies du Catalogue de Messier, soit M49, M58, M60, M61, M84, M85, M87, M88, M91, M99 et M100.
Toutes les galaxies de la liste de Mahtessian ne constituent pas réellement un groupe de galaxies. Ce sont plutôt plusieurs groupes de galaxies qui font tous partie d'un amas galactique, l'amas de la Vierge. Pour éviter la confusion avec l'amas de la Vierge, on peut donner le nom de groupe de M60 à cet ensemble de galaxies, car c'est l'une des plus brillantes de la liste. L'amas de la Vierge est en effet beaucoup plus vaste et compterait environ 1300 galaxies, et possiblement plus de 2000, situées au cœur du superamas de la Vierge, dont fait partie le Groupe local,.
De nombreuses galaxies de la liste de Mahtessian se retrouvent dans onze groupes décrits dans l'article d'A.M. Garcia, soit le groupe de NGC 4123 (7 galaxies), le groupe de NGC 4261 (13 galaxies), le groupe de NGC 4235 (29 galaxies), le groupe de M88 (13 galaxies, M88 = NGC 4501), le groupe de NGC 4461 (9 galaxies), le groupe de M61 (32 galaxies, M61 = NGC 4303), le groupe de NGC 4442 (13 galaxies), le groupe de M87 (96 galaxies, M87 = NGC 4486), le groupe de M49 (127 galaxies, M49 = NGC 4472), le groupe de NGC 4535 (14 galaxies) et le groupe de NGC 4753 (15 galaxies). Ces onze groupes font partie de l'amas de la Vierge et ils renferment 396 galaxies. Certaines galaxies de la liste de Mahtessian ne figurent cependant dans aucun des groupes de Garcia et vice versa.